# Барбара Боришка Селеши
Барбара Боришка Селеши (1900 — 1942), била је учесница Народноослободилачке борбе.
Рођена је 1900. године у Великом Бечкереку. Потиче из сиромашне, јеврејске радничке породице. Kао ученица у петровградској гимназији, руководила је скојевском организацијом. Њен рад је откривен, па је искључена из гимназије. Након завршене школе, ради као кућна помоћница и као радница у пољопривреди и фабрици где се њено деловање одвијало преко синдиката. Пошто су јој отац и брат, иначе зидарски радници, били револуционарно опредељени, Боришка је рано приступила радничком покрету. Године 1928. примљена је у СKОЈ, а 1930. године и у KПЈ. Ухапшена је 1930. године и од суда за заштиту државе у Београду осуђена на казну затвора, коју је у трајању од две године издржавала у Пожаревцу где је тешко оболела. После издржане казне у Пожаревцу, она је по директиви Партије прешла из Бечкерека у Београд. Године 1940. изабрана је за члана ПK KПЈ за Војводину. Након окупације земље ради у околини Петровграда. Помагала је Љубици Одаџић у акцији за прихват бораца и прављење база у Куману. За веома кратко време у Куману је направљено више од 90 база, од којих је 30 било за прихват бораца. Приликом блокаде Кумана ухапшена је и мучена. Пошто није ништа признала, стрељана је и обешена у Перлезу.